# Sosismo

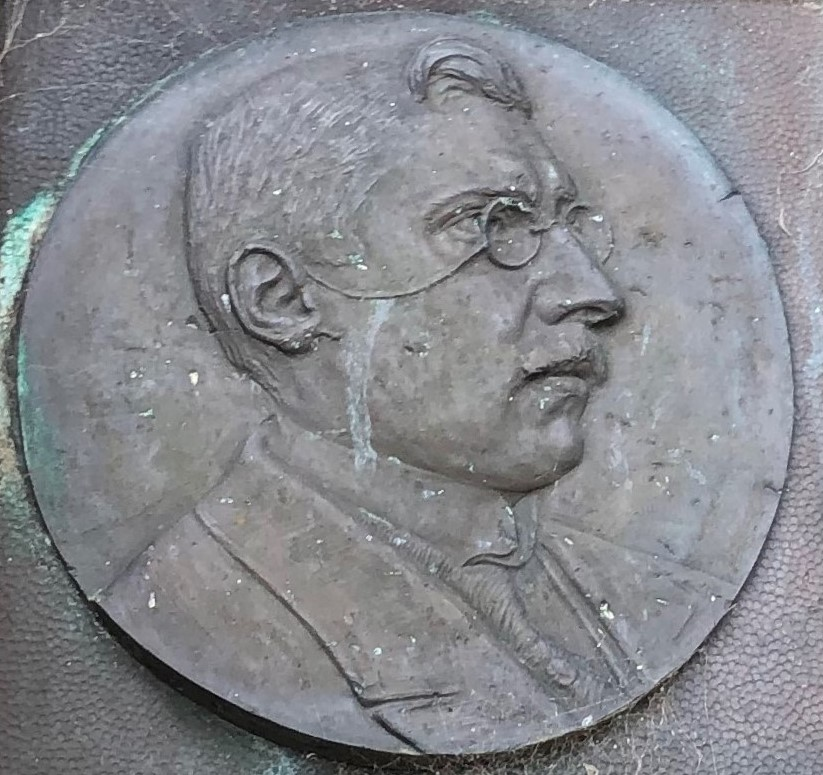
Julio María Sosa.

Sosismo fue una corriente política de Uruguay. Este fue el nombre dado a una escisión del batllismo surgida en 1926 y dirigida por Julio María Sosa. Su denominación oficial fue Partido Colorado por la Tradición a partir de 1928.

## Historia
El sosismo fue la tercera fractura surgida dentro del Partido Colorado en contraposición al batllismo, concretada por el dirigente Julio María Sosa, siendo las otras dos el riverismo y el vierismo, respectivamente.
Sosa realizó su carrera política inicial dentro del batllismo, como diputado desde 1904, senador desde 1915, constituyente e integrante del Consejo Nacional de Administración desde 1920. De forma similar a Pedro Manini Ríos y Feliciano Viera, Sosa gradualmente se distanció ideológicamente del reformismo batllista y buscó disputar el liderazgo de Batlle dentro del Partido Colorado. Como presidente del Consejo Nacional de Administración (1923-1925), se acercó a figuras del empresariado y se enfrentó al batllismo al votar en distintas oportunidades junto a los consejeros del Partido Nacional.
Con el paso del tiempo, Sosa radicalizó sus críticas al batllismo, con la coyuntura internacional profundizando las disputas locales. En 1927, Sosa se reunió en Italia con Benito Mussolini (Manini Ríos lo haría en 1928). Impresionado, publicó sus simpatías con el fascismo en La Razón, uno de sus tres diarios. El historiador Alfredo Alpini considera que la recepción del fascismo por parte de riveristas y sosistas debe contextualizarse en la coyuntura de los años veinte, cuando el movimiento despertaba simpatías más como freno a las amenazas revolucionarias del anarquismo y socialismo que como modelo para instaurar un régimen fascista en Uruguay. Sin embargo, luego de que Sosa fundara en 1928 el "Partido Colorado por la Tradición", los sosistas reforzaron su antibatllismo con planteos como una reforma constitucional de cuño corporativista que proponía abolir la presidencia, integrar corporaciones gremiales al Parlamento y espaciar las elecciones.
El sosismo no pasó a ser más que un movimiento coyuntural, reunido solo en torno al liderazgo emergente de Sosa y a su proyecto ideológico ambiguo. Terminó por dispersarse tras la muerte de su líder en 1931.